# آنتیوخوس (پسر سلوکوس چهارم)
آنتیوخوس (یونانی باستان: Ἀντίοχος) فرمانروای امپراتوری سلوکی در میانه ۱۷۵ تا ۱۷۰ پیش از میلاد بود.

## زندگی
او پسر کوچک سلوکوس چهارم و همسرش لائودیس چهارم بود. سال دقیق تولد آنتیوخوس توسط مورخان مشخص نشده‌است، اما پرتره او که از روی سکه‌های او شناخته شده‌، نشان می‌دهد که او به هنگام بر تخت نشستن در سال ۱۷۵ پیش از میلاد تقریباً پنج ساله بوده‌است.
پادشاهی سلوکی بر اساس معاهده آپامئا در سال ۱۸۸ پیش از میلاد، که پس از شکست آنتیوخوس سوم در جنگ علیه رومیان به امضا رسید، موظف شد یک شخص را به عنوان گروگان به رم بفرستد. در ابتدا آنتیوخوس چهارم به عنوان گروگان فرستاده شد. اما پس از مرگ آنتیوخوس سوم در سال ۱۸۷ پیش از میلاد، سلوکوس چهارم، برادرش آنتیوخوس چهارم را با پسر ارشد و وارث خود دیمتریوس یکم، جایگزین کرد، زیرا برای روم گروگان بودن پسر پادشاه ارزشمند بود. بدین ترتیب این مبادله قبل از سال ۱۷۸ پیش از میلاد انجام شد.
مرگ سلوکوس چهارم در سال ۱۷۵ پیش از میلاد و حضور دیمتریوس یکم در روم منجر به اعلام آنتیوخوس جوان به عنوان پادشاه شد، اما قدرت واقعی در دست وزیر هلیودوروس بود که احتمالاً عامل مرگ سلوکوس چهارم نیز بود. پس از مدت کوتاهی، آنتیوخوس چهارم وارد سوریه شد و در جریان یک تاجگذاری غیررسمی خود را فرمانروا اعلام کرد. سپس آنتیوخوس چهارم، هلیودوروس را کنار گذاشت و برادرزاده‌اش را نیز در سایه نگه داشت تا مانعی برای فرمانروایی او نباشد. سرانجام آنتیوخوس جوان در سال ۱۷۰/۱۶۹ پیش از میلاد، احتمالاً به دستور آنتیوخوس چهارم کشته شد.